# Ferme Vesque
Ferme Vesque (lb. Vesquenhaff, niem. Vesquenhof) − mała miejscowość (lieu-dit) w południowym Luksemburgu, w kantonie Esch-sur-Alzette, w gminie Differdange. Do 3 października 2015 gmina leżała w dystrykcie Luksemburg.